# Pobačaj u Urugvaju
Pobačaj u Urugvaju je zakonom važeći do 12. tjedna trudnoće. Urugvaj je jedna od prvih zemalja koja je donijela takav zakon u svijetu.
Prije legalizacije pobačaja, majke koje su naravile pobačaj mogle su završiti u zatvoru na 3 do 12 mjeseci, dok se za nagovaranje na pobačaj moglo odležati između 6 i 24 mjeseca zatvorske kazne.
11. studenog 2008. Urugvajski Senat je sa 17 glasova za naprama 13 glasova protiv ozakonio pobačaj. Iste godine, predsjednik Tabaré Vázquez je i službeno potrvdio da je izglasavanje provedeno na njegov osobni zahtjev.
Nakon izglasavanja zakona veći dio javnosti bio je nezadovoljan sve većom liberalizacijom zemlje, koja je vodila prema sve većoj ovisnosti o SAD-u. Stoga je Senat, kako bi umirio građane, ubrzo jednoglasno izglasao zakon o ograničavanju ozakonjavanja pobačaja, osim u slučaju incesta.
Kasnije je i novoizabrani predsjednik José Mujica podržao prvotnu inicijativu potpunog ozakonjavanja pobačaja, te je Zastupnički dom natpolovičnom većinom (uz protivljenje većeg dijela oprobe) izglasao zakon o potpunom ozakonjavanju pobačaja.